# تپه گورستان نوهل
تپه قبرستان نوهل مربوط به دوره ساسانیان است و در شهرستان زنجان، بخش قره پشتلو، روستای سهرین واقع شده و این اثر در تاریخ ۱۲ بهمن ۱۳۸۱ با شمارهٔ ثبت ۷۴۱۱ به‌عنوان یکی از آثار ملی ایران به ثبت رسیده است.